# Euromaint
Euromaint AB är en leverantör av underhållstjänster för alla delar av spårtrafikbranschen. Företaget har huvudkontor i Solna och bedriver verksamhet i ett flertal orter i Sverige och Norge. 
Företaget är sedan 2019 dotterbolag till den spanska spårfordonstillverkaren CAF.

## Historia
Bolaget bildades 2001 när Statens Järnvägar bolagiserades i ett antal bolag. Maskindivision i Statens Järnvägar blev Euromaint som ägdes av det statliga förvaltningsbolaget Swedcarrier. Samtidigt bildades SJ AB och Green Cargo som är de största kunderna till Euromaint. 
Euromation AB i Skövde förvärvades 2006 från Ford och Euromaint ombildades till en koncern året därpå. Swedcarrier sålde 2007 alla aktierna i Euromaint till investmentbolaget Ratos. 
Ratos sålde 2016 Euromaint till riskkapitalfonder under Orlando Nordics kontroll. Under 2019 såldes Euromaint igen, denna gång till den spanska spårfordonstillverkaren CAF.
Koncernen hade viss verksamhet i dotterbolag med namnet Euromaint Tracksupport AB, som senare gick upp i Euromaint Rail AB, och Euromaint Industry AB. 
Fram till december 2011 bedrevs den huvudsakliga verksamheten inom de två dotterbolagen Euromaint Rail AB och Euromaint Industry AB.  Euromaint Industry AB som till stor del var Euromation såldes till Coor i december 2011.

## Euromaint Rail
Euromaint Rail AB, var ursprungligen en division i Statens järnvägar innan bolagiseringen, och har även rötter i TGOJ. Denna del sysslar med tågunderhåll. Euromaint Rail förvärvade 2009 Skandiatransports underhållsverksamhet i Landskrona.